# Masaki Yamamoto
Masaki Yamamoto (jap. 山本 真希 Yamamoto Masaki; ur. 24 sierpnia 1987) – japoński piłkarz występujący na pozycji pomocnika. Obecnie występuje w JEF United Chiba.

## Kariera klubowa
Od 2005 roku występował w klubach Shimizu S-Pulse, Consadole Sapporo, Kawasaki Frontale i JEF United Chiba.